# Lins
Lins – miasto i gmina w Brazylii, w stanie São Paulo. Znajduje się w mezoregionie Bauru i mikroregionie Lins.
W mieście ma siedzibę klub piłkarski CA Linense.